# Incoterm
Incoterms (contraction de l'expression anglaise INternational COmmercial TERMS) est un terme normalisé qui sert à définir les droits et devoirs des acheteurs et vendeurs participant à des échanges internationaux et nationaux. La réglementation applicable est édictée et publiée par la Chambre de commerce internationale (« ICC » pour International Chamber of Commerce) à Paris. La dernière réglementation, entrée en vigueur le 1er janvier 2020, s'appelle Incoterms 2020. Elle a remplacé la précédente réglementation, Incoterms 2010 en vigueur depuis le 1er janvier 2011.
L'appellation Incoterms est une marque déposée par la CCI auprès de l'INPI. De ce fait, l'expression devrait toujours être libellée Incoterms. Il serait même souhaitable que l'on précise Incoterms 2020 - ICC Paris.
Les Incoterms s'expriment par une abréviation anglophone en trois lettres (TLA - Three Letters Acronym) suivie du Named Point of Destination définissant le lieu exact où s’applique la règle Incoterms négociée. Cette précision géographique est fondamentale. La version de la réglementation doit aussi être mentionnée : ICC 2020 ou Incoterms 2020.
Ainsi, la mention « FCA Roissy » ne suffit pas, il faut l’adresse exacte du commissionnaire de transport où doit se faire la livraison.

## Le rôle des Incoterms
- Première fonction : dans le cadre de contrats de commerces internationaux et nationaux, ces termes définissent les responsabilités et les obligations d'un vendeur et d'un acheteur, notamment en matière de chargement, de transport, de type de transport, des assurances et de la livraison. Il s'agit donc aussi d'une répartition des frais de transport.
- Deuxième fonction : déterminer le lieu de transfert des risques qui correspond également au lieu de livraison de la marchandise. Jusqu'à ce lieu de transfert, le vendeur aura à supporter l'avarie en cas de mauvaise exécution du transport. À partir de ce lieu, c'est l'acheteur qui supportera l'avarie.

Les règles Incoterms définissent les obligations de livraison qui incombent, en termes de délai, au vendeur. Exemple : CIP Tunis, avec expédition au plus tard de France le… (date au plus tard à indiquer). Dans ce cas, en CIP, la livraison est réputée avoir lieu lors de la remise de la marchandise au premier transporteur, c'est-à-dire à sa remise au commissionnaire en France, et non à Tunis.
- Troisième fonction: concerne la fourniture des documents et des informations. Qui, du vendeur ou de l'acheteur doit fournir quel document ? Cette fonction prend toute son importance en ce qui concerne la sûreté. La règle générale de fourniture et, surtout, de responsabilité des informations liées à la sûreté définie par les règles Incoterms est simple. Chacun, le vendeur et l'acheteur, est responsable des informations qui vont lui être utiles, voir paragraphes A2/B2 et A10/B10 de chaque règle.

Attention, les Incoterms ne définissent pas le moment du transfert de propriété, mais seulement le moment du transfert des risques liés au transport, des différents frais et de l’organisation du transport. Ils définissent notamment qui de l'acheteur ou du vendeur doit, éventuellement, supporter l’assurance du transport des marchandises. En termes de contrat d'assurance, les règles ne les définissent que dans deux cas, CIP et CIF. Dans tous les autres cas, souscrire une assurance est de la responsabilité de qui supporte le risque.
Il s'agit d'un ensemble de règles mis à jour au fur et à mesure de l'évolution du commerce mondial et qui permet à l'acheteur et au vendeur de se mettre d'accord rapidement et sans ambiguïté sur les modalités de la transaction.
Les règles Incoterms évoluant avec le temps, les parties qui les utilisent sont invitées par la Chambre de Commerce Internationale à faire référence à l'année d'édition de la version qu'ils veulent utiliser.

## Autres sources de définitions
Depuis le 1er janvier 2011, les Incoterms 2000 sont devenus les Incoterms 2010. Les principaux changements sont :
- Suppression des Incoterms DAF/DES/DEQ/DDU ;
- Suppression de la notion de « passage du bastingage » ;
- Les contrôles relatifs à la sécurité des marchandises, mesures nécessaires face à la montée du terrorisme international, vont être clarifiés, notamment en ce qui concerne la prise en charge des formalités et des coûts correspondants ;
- Création de deux nouveaux Incoterms :
  - DAT : Delivered At Terminal - rendu au terminal convenu - (remplace le DEQ et s’applique pour tout mode de transport) ;
  - DAP : Delivered At Place - rendu au lieu de destination convenu - (remplace les DAF/DES/DDU).

Il y a désormais 11 Incoterms : CFR (Cost and Freight), CIF (Cost, Insurance and Freight), CIP (Carriage and Insurance Paid to…), CPT (Carriage Paid To), DAP (Delivered At Place), DAT (Delivered At Terminal), DDP (Delivered, Duty Paid), EXW (Ex Works), FCA (Free Carrier), FAS (Free Alongside Ship), FOB (Free On Board).
Il existe deux autres sources de termes commerciaux très similaires, utilisant les mêmes acronymes de trois lettres mais avec quelques différences, qui sont :
- Les « Revised American Foreign Trade Definitions » pour lesquelles existent une version de 1941, et une de 1990 ;
- Les « Universal Commercial Code » également d'origine américaine.

L'usage de ces termes est en voie de disparition, les instances américaines préconisant aux exportateurs américains d'utiliser les Incoterms version ICC.
Les termes étant identiques pour des sens différents, la recommandation des différents organismes est de citer l'organisme retenu (CCI Internationale, UCC ou RAFTD) comme source dans le contrat les liant.
En effet, en cas de litige commercial, sans autre définition, c'est le juge qui statuera sur la source de définition applicable.

## Incoterms 2010
Il s'agit de 11 termes commerciaux internationaux. Certains Incoterms sont utilisables uniquement pour des transports par voies maritimes et/ou fluviaux (FAS, FOB, CFR, CIF) ; les autres s'utilisent quel que soit le mode de transport, y compris en transport maritime, fluvial ou aérien ; ce sont des Incoterms appelés « multimodaux » car ils combinent plusieurs modes de transport.
Note : les informations suivantes concernent les Incoterms 2010. Pour un terme donné, « Oui » indique que le vendeur a la responsabilité de fournir le service inclus dans le prix. « Non » indique qu'il est de la responsabilité de l'acheteur. « Non Oui » indique que cela dépend de la négociation entre le vendeur et l'acheteur ou de la négociation du contrat de transport.
Si l'assurance n'est pas incluse dans la durée (par exemple, CFR) alors l'assurance pour le transport est la responsabilité de l'acheteur ou du vendeur en fonction de celui qui supporte le risque sur la cargaison au moment du transport; dans le cas des termes FOB, CFR et CPT c'est l'acheteur qui supporte le risque et en CIF (comme en CIP) c'est le vendeur qui contracte une assurance marchandises transportées pour le compte de l'acheteur.
| Sigle Incoterms | Chargement du camion | Dédouanement export | Pré-acheminement | Déchargement du pré-acheminement | Chargement du moyen de transport principal | Transport principal | Déchargement du moyen de transport principal | Chargement pour le post-acheminement | Post-acheminement | Assurance | Dédouanement import | Taxes |
| EXW             | Non                  | Non                 | Non              | Non                              | Non                                        | Non                 | Non                                          | Non                                  | Non               | Non       | Non                 | Non   |
| FCA             | Oui                  | Oui                 | Oui              | Oui                              | Oui, Non                                   | Non                 | Non                                          | Non                                  | Non               | Non       |                     |       |
| FAS             | Oui                  | Oui                 | Oui              | Oui                              | Non                                        | Non                 | Non                                          | Non                                  | Non               | Non       | Non                 | Non   |
| FOB             | Oui                  | Oui                 | Oui              | Oui                              | Oui                                        | Non                 | Non                                          | Non                                  | Non               | Non       | Non                 | Non   |
| CFR             | Oui                  | Oui                 | Oui              | Oui                              | Oui                                        | Oui                 | Non                                          | Non                                  | Non               | Non       | Non                 | Non   |
| CIF             | Oui                  | Oui                 | Oui              | Oui                              | Oui                                        | Oui                 | Non                                          | Non                                  | Non               | Oui       | Non                 | Non   |
| CPT             | Oui                  | Oui                 | Oui              | Oui                              | Oui                                        | Oui                 | Non                                          | Non                                  | Non               | Non       | Non                 | Non   |
| CIP             | Oui                  | Oui                 | Oui              | Oui                              | Oui                                        | Oui                 | Non                                          | Non                                  | Non               | Oui       | Non                 | Non   |
| DAT             | Oui                  | Oui                 | Oui              | Oui                              | Oui                                        | Oui                 | Oui                                          | Non                                  | Non               | Oui       | Non                 | Non   |
| DAP             | Oui                  | Oui                 | Oui              | Oui                              | Oui                                        | Oui                 | Non, Oui                                     | Non, Oui                             | Non, Oui          | Non       | Non                 | Non   |
| DDP             | Oui                  | Oui                 | Oui              | Oui                              | Oui                                        | Oui                 | Oui                                          | Oui                                  | Oui               | Oui       | Oui                 | Oui   |

### Règles Incoterms ICC 2010 utilisables pour tous les modes de transport

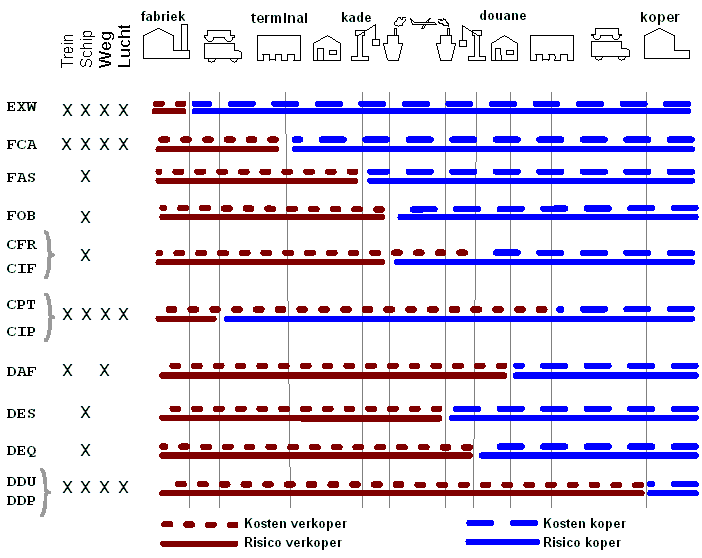

- EXW : Ex Works, au départ non chargé, non dédouané sortie d'usine ;
- FCA : Free Carrier, marchandises dédouanées et chargées dans le pays de départ, chez le vendeur ou chez le commissionnaire de transport de l'acheteur ;
- CPT : Carriage Paid To, livraison au premier transporteur, frais jusqu'au déchargement du mode de transport, sans assurance pour le transport ;
- CIP : Carriage and Insurance Paid to, idem CPT, avec assurance marchandise transportée souscrite par le vendeur pour le compte de l'acheteur ;
- DAT : Delivered At Terminal, marchandises (déchargées) livrées sur quai, dans un terminal maritime, fluvial, aérien, routier ou ferroviaire désigné (dédouanement import, et post-acheminement payés par l'acheteur) ;
- DAP : Delivered At Place, marchandises (non déchargées) mises à disposition de l'acheteur dans le pays d'importation au lieu précisé dans le contrat (déchargement, dédouanement import payé par l'acheteur) ;
- DDP : Delivered Duty Paid, marchandises (non déchargées) livrées à destination finale, dédouanement import et taxes à la charge du vendeur ; l'acheteur prend en charge uniquement le déchargement (si exclusion des taxes type TVA, le préciser clairement).

Ces règles sont utilisables également pour le transport maritime et/ou fluvial en vrac et/ou en conventionnel.

### Règles Incoterms ICC 2010 utilisables pour les modes de transport par voies fluviales et/ou maritimes
- FAS : Free Alongside Ship, sur le quai du port de départ ;
- FOB : Free On Board, chargé sur le bateau, les frais de chargement dans celui-ci étant fonction du liner term indiqué par la compagnie maritime (à la charge de l'acheteur) ;
- CFR : Cost and Freight, chargé dans le bateau, livraison au port de départ, frais payés jusqu'au port d'arrivée, sans assurance pour le transport, non déchargé du navire à destination (les frais de déchargement sont inclus ou non selon le liner term au port d'arrivée) ;
- CIF : Cost, Insurance and Freight, chargé sur le bateau, frais jusqu'au port d'arrivée, avec l'assurance marchandise transportée souscrite par le vendeur pour le compte de l'acheteur.

La Chambre de commerce internationale recommande de n'utiliser ces règles que si le point de départ et le point d'arrivée sont des ports. Pour FOB, CFR et CIF, le transfert des risques, donc la livraison, se fait une fois que les marchandises sont mises à bord.

### Règles Incoterms ICC 2020 utilisables pour les modes de transport par voies aériennes et/ou maritimes
Free Carrier (FCA) a été révisé pour les Incoterms 2020 afin de répondre à une situation où les marchandises sont vendues FCA pour le transport maritime et l'acheteur ou le vendeur (ou la banque de l'une ou l'autre des parties) demande un connaissement avec une notation à bord. L'article A6 / B6 de la CAF prévoit désormais que les parties conviennent que l'acheteur demandera au transporteur d'émettre un connaissement à bord au vendeur une fois les marchandises chargées à bord, et au vendeur de remettre ensuite le document à l'acheteur (souvent par l'intermédiaire des banques).
L'ancien Delivered at Terminal (DAT) a été remplacé par Delivered at Place Unloaded (DPU) pour souligner que le lieu de destination peut être n'importe quel endroit et pas seulement un «terminal», et pour souligner la seule différence par rapport à Delivered at Place (DAP) - sous DAP, le vendeur decharge les marchandises, sous DPU, le vendeur ne décharge pas les marchandises.